# Lundens AIS
Lundens AIS, Lundens Allmänna Idrottssällskap, var en svensk fotbollsklubb baserad i Lunden i Göteborg och grundad 1922 . Klubben upplöstes 2007 då den sammanslogs mot Överås BK i Lunden ÖBK.
Kvartersklubben Lundens AIS huserade i många år sida vid sida med Överås BK vid hemmaplanen Överåsvallen i stadsdelen Lunden i centrala/östra Göteborg. Lunden spelade fyra säsonger i tredje högsta divisionen, gamla division III, 1957/1958-1959, 1963 och 1971. Klubben spelade även två säsonger i Division 2 Västra Götaland i fotboll för herrar, då tredje högsta serien, 2002-2003.
Tränare i klubben var i slutet av 00-talet Niclas Sjöstedt och Egon Hansen. Klubbfärgerna var grön, röd och vit.